# Diana Deutsch
Diana Deutsch (nacida, el 15 de febrero de 1938 en Londres, Reino Unido) es una de los investigadores más reconocidos en el campo de la psicología musical. También es profesora en la Universidad de California, en San Diego, Estados Unidos, desde 1989. Su notoriedad se debe al descubrimiento de las ilusiones auditivas: la ilusión de la octava,la ilusión de la escala de Deutsch,la ilusión del glissando o la paradoja del tritono de Deutsch entre otras. También se interesa por la influencia que nuestras creencias, experiencias y expectativas pueden tener sobre lo que oímos. Durante sus investigaciones en este campo, desarrolló la ilusión llamada "palabras fantasma", que consiste en presentar al oyente desde altavoces estéreo secuencias de palabras y frases inconexas, una desde el altavoz situado a la derecha del oyente y otro desde el de la izquierda, de modo continuado. Después de un tiempo oyendo estos sonidos, los participantes empezaban a oír palabras y frases que en realidad no existían, pero que tenían un significado particular para el oyente. Igualmente, es reconocida por sus investigaciones sobre el tono perfecto y la memoria a corto plazo del tono. 

## Premios y reconocimientos
- Premio Rudolf Arnheim de la Asociación Americana de Psicología (2004)
- Premio Gustav Theodor Fechner de la Asociación Internacional de Estética Empírica (2008)
- Premio de Escritura Científica para Profesionales de Acústica de la Asociación de Acústica de América  (2009-2010)